# Destripadores de Chicago
Los Destripadores de Chicago (Chicago Rippers) fue un grupo de culto satánico y crimen organizado compuesto por Robin Gecht y tres asociados: Edward Spreitzer, y los hermanos Andrew y Thomas Kokoraleis. Fueron sospechosos de las desapariciones de 17 mujeres en Illinois en 1981 y 1982, así como del tiroteo fatal no relacionado contra un hombre desde un vehículo. Según uno de los detectives que investigó el caso, Gecht "hizo que Manson pareciera un boy scout".

## Asesinatos
La primera víctima de la pandilla fue Linda Sutton, de 28 años, quien fue secuestrada el 23 de mayo de 1981. Diez días después, su cuerpo fue encontrado en un campo en Villa Park, Illinois. Su cuerpo había sido mutilado y su seno izquierdo amputado. Pasó casi un año antes de que la pandilla atacara nuevamente. El 15 de mayo de 1982, secuestraron a Lorraine Borowski, justo cuando estaba a punto de abrir la oficina de la agencia inmobiliaria donde trabajaba. Su cuerpo fue descubierto cinco meses después, en un cementerio en Clarendon Hills. El 29 de mayo, secuestraron a Shui Mak de Hanover Park, un pueblo al noroeste de Villa Park. Su cuerpo no fue encontrado durante cuatro meses. Dos semanas después de secuestrar a Mak, recogieron a Angel York en su camioneta, la esposaron y le cortaron el pecho antes de sacarla de la camioneta, aún con vida. La descripción de York de sus atacantes no pudo producir pistas.
La pandilla no volvió a atacar durante dos meses. El 28 de agosto de 1982, el cuerpo de Sandra Delaware fue descubierto en la orilla del río Chicago. La habían apuñalado, estrangulado y le amputaron el seno izquierdo. El 8 de septiembre, Rose Davis, de 31 años, fue encontrada en un callejón, sufriendo lesiones casi idénticas a las de Delaware. Un mes después, la pandilla cometió su último crimen. Su víctima, Beverley Washington, fue encontrada en una vía férrea el 6 de diciembre. Además de otras lesiones, su seno izquierdo había sido amputado y su seno derecho estaba severamente cortado. Sobrevivió al ataque y pudo dar descripciones de sus atacantes y la camioneta que habían usado para secuestrarla.
Los hombres eran sospechosos de la desaparición de Carole Pappas, esposa del lanzador de los Chicago Cubs, Milt Pappas. Desapareció el 11 de septiembre de 1982. Su cuerpo fue recuperado cinco años después, y la muerte fue declarada un accidente, la investigación concluyó que los miembros del grupo criminal no tenían nada que ver con ella, debido a que su nombre fue eliminado de la lista de posibles víctimas de delincuentes, y el reconocimiento de Thomas Kokoraleis en la comisión de su asesinato, poco confiable.

## Arresto y condenas
Cuando Gecht fue arrestado por primera vez, tuvo que ser puesto en libertad porque la policía tenía poca evidencia que lo conectara con los crímenes. Sin embargo, después de una investigación adicional, la policía descubrió que en 1981 había alquilado una habitación en un motel junto con tres amigos, cada uno con habitaciones contiguas. El gerente del hotel dijo que habían celebrado fiestas ruidosas y parecían estar involucrados en algún tipo de culto. Luego, la policía rastreó a los otros hombres, Edward Spreitzer y los hermanos Kokoraleis. Cuando lo interrogaron, Thomas Kokoraleis confesó que él y los demás habían llevado a las mujeres de vuelta al lugar de Gecht, lo que Gecht llamó una "capilla satánica". Allí violaron y torturaron a las mujeres, y les amputaron los senos con un garrote de alambre. Kokoraleis continuó diciendo que comerían partes de los senos cortados como una especie de sacramento, y que Gecht se masturbaría en los senos antes de ponerlos en una caja. Kokoraleis afirmó que una vez vio 15 senos en la caja.
Los hermanos Kokoraleis y Spreitzer confesaron sus crímenes, pero Gecht protestó por su inocencia. Después de una serie de juicios, Thomas Kokoraleis fue declarado culpable de asesinato pero solo sentenciado a cadena perpetua como recompensa por su confesión inicial. Desde entonces, su cadena perpetua ha sido conmutada y estaba programado para ser puesto en libertad el 29 de septiembre de 2017, pero los funcionarios de Illinois le negaron la libertad condicional. Fue puesto en libertad condicional la mañana del 29 de marzo de 2019. Gecht está cumpliendo 120 años en el Centro Correccional de Menard por el intento de asesinato y violación de Beverly Washington y será elegible para libertad condicional en 2022. Andrew Kokoraleis fue condenado a muerte y ejecutado por inyección letal el 16 de marzo de 1999.
Edward Spreitzer fue sentenciado a muerte, pero la sentencia fue conmutada en la conmutación de última hora de George H. Ryan de todas las condenas de muerte en Illinois en 2003. Por cierto, Andrew Kokoraleis fue la única ejecución del gobernador Ryan, poco más de dos meses después de su administración. Kokoraleis también fue el último preso ejecutado en Illinois, casi 12 años antes de que el gobernador Pat Quinn firmara una legislación para abolir la pena de muerte el 9 de marzo de 2011, y conmutó 15 penas de muerte por cadena perpetua sin libertad condicional.
Los hermanos Kokoraleis, de origen griego, fueron criados como cristianos ortodoxos. La Iglesia Ortodoxa intentó sin éxito evitar que Andrew Kokoraleis fuera ejecutado. Demetrios Kantzavelos, en ese momento canciller (luego obispo) de la metrópoli ortodoxa griega de Chicago, se convirtió en un activista contra la pena de muerte como resultado de la ejecución, y ayudó a favor de poner fin a la pena de muerte en el estado.
Su hermano Andrew Kokoraleis también abogó en 1989 por la abolición de la pena de muerte, que fue rechazada. Dado que en la próxima década en Illinois, las sentencias de 11 condenados a muerte en diferentes años fueron reconocidas como errores judiciales, a mediados de la década de 1990 hubo un debate sobre la revisión de la ley de pena de muerte, sobre la base de la cual la pena de muerte se reconoció temporalmente como una medida inconstitucional. Sin embargo, en 1999, el gobernador de Illinois, George Ryan, rechazó la solicitud de clemencia de Andrew Kokoraleis, después de lo cual su ejecución estaba programada para marzo de 1999. Andrew Kokoraleis fue ejecutado por inyección letal el 17 de marzo de 1999. Rechazó la última cena y, como últimas palabras, pidió perdón a los familiares de las víctimas.
Thomas Kokoraleis fue liberado de prisión en marzo de 2019 después de cumplir la mitad de su condena de 70 años. A 30 de junio de 2019, Kokoraleis vivía en Wayside Cross Ministries en 215 E. New York St. en Aurora, Illinois.